# 坎頓 (麻薩諸塞州)
坎頓（英語：Canton）是一個位於美國麻薩諸塞州諾福克縣的鎮。

## 人口
根據2020年美國人口普查的數據，坎頓的面積為50.70平方千米，當中陸地面積為49.00平方千米，而水域面積為1.70平方千米。當地共有人口24370人，而人口密度為每平方千米481人。